# Midi:Nette
MidiːNette är ett japanskt independent-skivbolag grundat av den japanska musikern och designern Mana. Till en början släpptes enbart skivor från bandet Malice Mizer, som Mana var involverat i för tillfället. Malice Mizer lades på is under obestämd tid den 11 december 2001.
Sedan dess har bolaget lanserat Manas följande projekt Moi dix Mois och Schwarz Stein. Schwarz Stein startades 2002 och upplöstes 2004. Efter 2004 är därmed Moi dix Mois återigen det enda bandet hos bolaget.

## Signerade band

### Nuvarande
- Moi dix Mois

### Tidigare
- Malice Mizer
- Schwarz Stein